# Electric Chapel
"Electric Chapel" é uma canção gravada pela cantora e compositora norte-americana Lady Gaga para o seu segundo álbum de estúdio, Born This Way (2011), lançado mundialmente a 23 de Maio de 2011; contudo, a canção fora disponibilizada através do jogo online FarmVille cinco dias antes como uma maneira de ajudar a promover e divulgar o disco. Composta, produzida e arranjada por Gaga em colaboração com o DJ White Shadow, musicalmente, é um tema que deriva dos géneros pop e rock que contém uma vasta gama de diferentes influências sonoras, tais como o heavy metal, jazz, entre outros estilos que viram a luz do dia durante a década de 1980. A artista declarou que canalizou a banda Duran Duran enquanto gravava a faixa, cuja letra combina questões sobre amor monogámico, sexo e pureza espiritual. Durante uma entrevista, ela descreveu o conceito de "capela eléctrica" como "um lugar onde os fãs vão à procura de amor."
Em geral, foi recebida como opiniões positivas pela crítica especialista em música contemporânea, que elogiou o desempenho vocal da intérprete bem como as guitarras eléctricas inclusas na instrumentação, além de outros elementos de heavy metal reminiscentes à trabalhos lançados durante a década de 1980. Contudo, a composição e estrutura musical, que recebeu comparações a obras dos artistas Prince e Madonna, foram apontadas por um resenhista como "nada de especial." Aquando do lançamento inicial de Born This Way, "Electric Chapel" fez uma estreia dentro das 150 melhores posições da tabela musical de singles internacionais da Coreia do Sul devido a um elevado registo de vendas digitais e número de reprodução nas principais estações de rádio de música internacional.
"Electric Chapel" foi interpretada por várias vezes por Gaga, tendo sido inclusa no repertório da The Born This Way Ball (2012-13). Ademais, foi usada pela The Coca-Cola Company Inc. em um comercial para a distribuição dos seus produtos na Argentina. Um remix produzido pela banda irlandesa Two Door Cinema Club foi revelado pela cantora durante uma sessão fotográfica para a capa da revista Elle em Novembro de 2011.

## Antecedentes e lançamento
Em Março de 2010, em entrevista à MTV do Reino Unido, Gaga afirmou que já havia dado início à produção do seu segundo álbum de estúdio e que já havia terminado de escrever o tema central do mesmo. Três meses depois, em entrevista à revista Rolling Stone, a artista declarou que o disco já tinha sido concluído, porém, não seria lançado até 2011. Inicialmente, a cantora informou que anunciaria o título do disco no fim do ano, mas essa decisão não se materializou quando na noite de 12 de Setembro de 2010, na cerimónia dos MTV Video Music Awards, ela recebeu o prémio de "Vídeo do Ano" por "Bad Romance" (2010), tendo de seguida anunciado o nome do seu segundo trabalho de estúdio. Gaga anunciou a 26 de Novembro de 2010 durante a paragem da The Monster Ball Tour em Gdansk, Polónia, que o disco poderia ter até vinte faixas, e prometeu que seria o álbum da década. Acrescentou também que ele estava completamente terminado e cheio de "batidas dançantes." Foi confirmado em uma entrevista à Vogue que das dezassete faixas que haviam sido gravadas para o álbum, apenas quatorze delas iriam aparecer na edição final da versão padrão. As três faixas restantes iriam ser lançadas em uma edição deluxe exclusiva na loja digital Target.

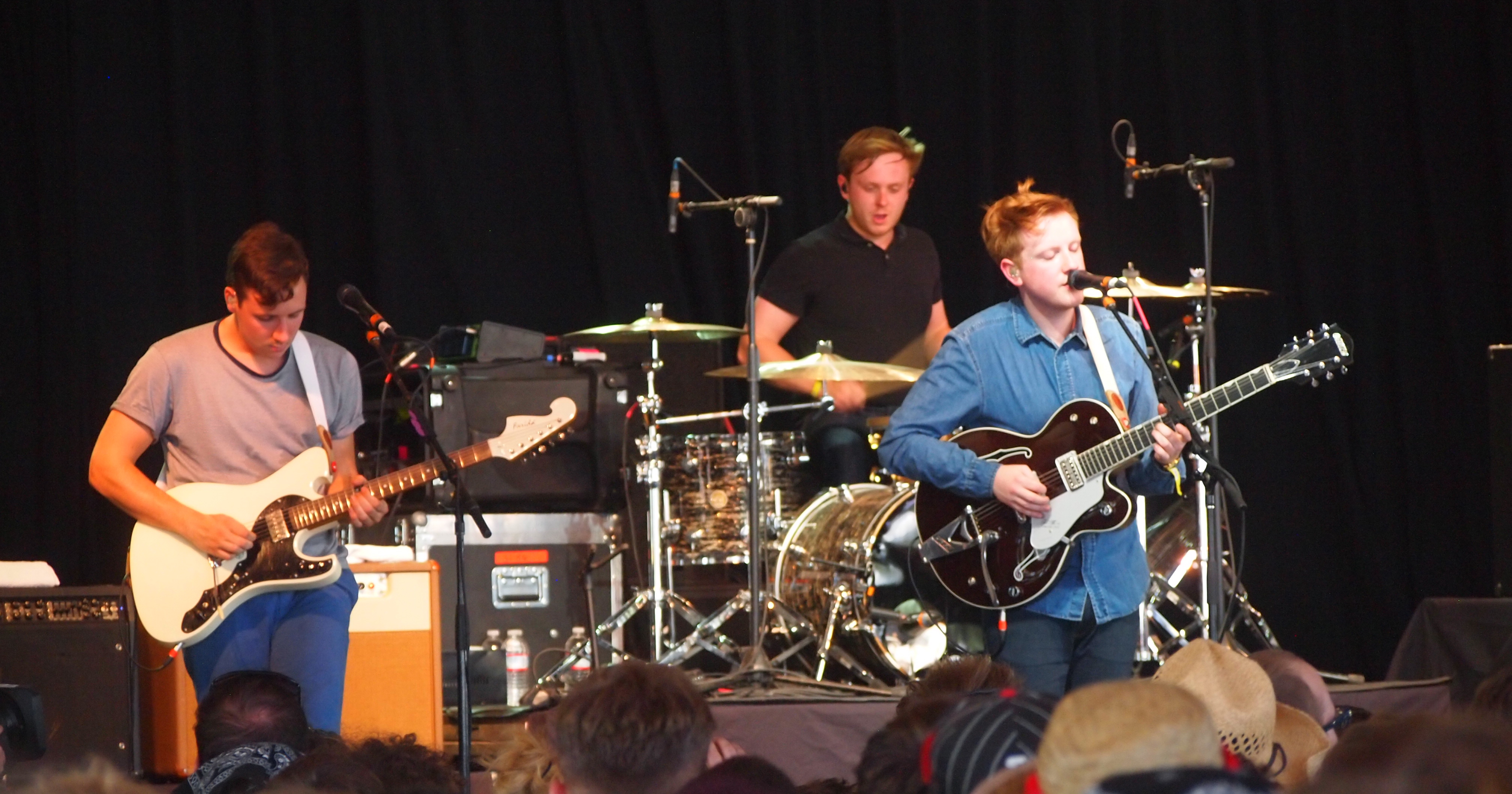
Um remix de "Electric Chapel" produzido pela banda irlandesa Two Door Cinema Club (imagem) foi lançado e incluso em Born This Way: The Remix (2011).

"Electric Chapel" foi primeiramente mostrada ao mundo quando uma porção de um minuto da sua versão instrumental foi usada no quadragésimo quarto episódio da série digital Transmission Gagavision. A faixa fez também uma aparição no vídeo musical do single "Judas" (2011), no qual o seu título foi escrito e mostrado numa folha de papel nos últimos segundos. Subsequentemente, Gaga revelou através de uma publicação no Twitter que a composição da canção teve início na Austrália e conclusão no autocarro de digressão na Europa, enquanto ela se encontrava nas apresentações da The Monster Ball Tour. Descrevendo o conteúdo lírico da obra como mergulhando em uma "necessidade de se sentir segura para encontrar amor," foi apontado por um colaborador do programa de rádio Take 40 Australia que a inspiração para a composição veio da apresentação ao vivo da artista em 2009 na arena australiana The Chapel. Antes de Born This Way atingir as lojas, várias canções do álbum foram sendo divulgadas como maneira de antecipar e promover o seu lançamento. "Marry the Night" foi lançada no jogo virtual FarmVille a 17 de Maio, seguida por "Electric Chapel" no dia seguinte, e "Fashion of His Love" no dia após este. O álbum foi finalmente lançado a 23 de Maio, com esta música aparecendo como a nona faixa da versão padrão do mesmo. Ademais, "Electric Chapel" foi registada na página da Broadcast Music Incorporated a 17 de Maio de 2011.
Um remix produzido pela banda de indie rock irlandesa Two Door Cinema Club foi lançado em 2011 e incluso em Born This Way: The Remix (2011), o segundo álbum de remixes de Gaga, que revelou esta nova versão de "Electric Chapel" durante uma sessão fotográfica para a capa da revista Elle em Novembro de 2011.

## Estrutura musical e conteúdo
"Electric Chapel" é fruto de um trabalho colaborativo entre Gaga e DJ White Shadow, com quem trabalhou em grande parte do seu segundo álbum de estúdio. As sessões de gravação decorreram sob a direcção de Dave Russell nos estúdios Sing Sing em Camberra, Austrália, e Officine Meccaniche a 5 de Dezembro de 2010 em Milão, Itália. Russell foi também o responsável pela mistura do álbum inteiro no Setai Recording em Miami Beach, Flórida, enquanto Chris Geringher se responsabilizava pela masterização no Sterling Sound, localizado na Cidade de Nova Iorque.
Musicalmente, "Electric Chapel" é um tema dos géneros pop e rock que contém uma vasta gama de diferentes influências sonoras, tais como heavy metal, metal pop, rock electrónico, jazz e estilos que viram a luz do dia na década de 1980. A sua produção inclui riffs melódicos de guitarras metálicas eléctricas, órgão, sinos, sintetizadores e instrumentos de percussão. Gaga gravou o refrão por inúmeras vezes, canalizando os vocais de bandas como Duran Duran e cantores como Cher e Billy Idol. De acordo com a pauta publicada pela Sony/ATV Music Publishing no website Musicnotes.com, "Electric Chapel" é uma canção de ritmo acelerado que apresenta uma dança que se desenvolve no metrónomo de 128 batimentos por minuto, enquanto a voz de Gaga abrange os nós das notas Mi3 até Dó5. Além disso, segue a progressão harmónica básica de Lá menor - Fá - Dó.
A letra da canção combina questões sobre amor monogámico, sexo e pureza espiritual. Durante uma entrevista para a página online SHOWstudio, Gaga informou que a faixa foi inspirada pela digressão The Monster Ball e descreveu o conceito de "capela eléctrica" como "um lugar onde os fãs vão à procura de amor." "Electric Chapel" inicia com um prelúdio de guitarra eléctrica considerado como de "heavy metal" por Carlos Fresneda da revista porto-riquenha El Mundo. Após a conclusão do interlúdio, pode-se ouvir o verso "My body is sanctuary / My blood is pure," que é acompanhado pelo som "Do doo do Do doo Do doo" no pano de fundo. Ao fim da primeira estrofe, a artista canta a ponte: "Follow me / Don’t be such a holy fool / I need something more from you." O jornalista Scott Shetler, escrevendo para o blogue musical Popdust, considerou o refrão — "If you want me / Meet me at Electric Chapel/ If you wanna steal my heart away / Meet me, meet me baby in a safe place — como a razão pela qual "Electric Chapel" não foi lançada como um single de Born This Way. Por outro lado, Patrick Broadnax, do website Examiner.com, descreveu o refrão como a melhor parte da canção. Tal como várias obras lançadas na década de 1980, "Electric Chapel" incorpora uma secção de spoken word, na qual Gaga quis alcançar uma sonoridade similar à da canção "Rock Lobster" (1978) da banda de new wave e música rock The B-52's. A intérprete explicou a Brian Hiatt, da revista musical Rolling Stone, que quando ela diz "'capela eléctrica', algo precisa acontecer... Precisa de ter mais fantasia. Você deveria ver a imperatriz do planeta do unicórnio do Vaticano e planar por volta da discoteca."
Bem como a maioria das faixas de Born This Way, o estilo musical de "Electric Chapel" recebeu várias comparações aos trabalhos dos artistas norte-americanos Madonna e Prince lançados ao longo da década de 1980. O repórter Brian Hiatt, para a revista Rolling Stone, referiu-se à obra como um tema de electro rock, enquanto Robbie Daw, escrevendo para o portal britânico Idolator, achou que a canção fosse do género metal pop, declarando que ao contrário de "Heavy Metal Lover", "Electric Chapel" possui influências verdadeiras de metal. Em reportagem para a revista electrónica Beats Per Minute, Brent Koepp descreveu esta canção como "uma mistura de riffs metálicos com batidas eletcrónicas" na qual a banda Iron Maiden e a música pop da década de 1980 se encontram.

## Lançamento e repercussão

### Recepção crítica
| Críticas profissionais | Críticas profissionais |
| Avaliações da crítica  | Avaliações da crítica  |
| Fonte                  | Avaliação              |
| ---------------------- | ---------------------- |
| BBC Music              | (positiva)             |
| Billboard              | (positiva)             |
| El Mundo               | (positiva)             |
| GQ                     | (negativa)             |
| Idolator               | (positiva)             |
| Metro                  | (positiva)             |
| NME                    | (positiva)             |
| NPR                    | (mista)                |
| Rolling Stone          | (mista)                |
| Spin                   | (negativa)             |

Carlos Macias, repórter do portal hispânico Terra, afirmou que "a guitarra da faixa encaixa-se perfeitamente com as percussões da instrumental," além de ter elogiado o desempenho vocal de Gaga por ter mostrado uma parte desconhecida do seu alcance. Max Osman, para a página online Examiner.com, comentou positivamente sobre o tema, atribuindo-o a pontuação máxima de dez pontos. Um crítico da página online Autostraddle.com escreveu que quando ouve a faixa, "eu imagino a motocicleta mutante brilhante rolando durante a noite, o vento em seu cabelo [Gaga], e isso faz-me sentir muito bem," elogiando ainda a mistura de géneros musicais. Carlos Fresneda, para o El Mundo, achou que "as guitarras de heavy metal servem como um prelúdio "a este casamento fictício de estilos musicais — não exactamente experimentais." Fresneda concluiu a sua resenha descrevendo a produção da canção como contendo um "ritmo moderado contagioso." Sean Adams, repórter da revista electrónica Drowned in Sound, descreveu "Electric Chapel" como uma produção dos anos 1980 em um território ambi-dançante. Ivar Muñoz Rojas, repórter da publicação espanhola da Rolling Stone, descreveu as guitarras da faixa como "alegadamente difíceis de soar como um cliché de hard rock."
"Aquelas guitarras de heavy metal que Gaga prometeu para o seu novo álbum? Elas estão aqui, juntamente com um órgão de igreja e um ritmo de sintetizadores. 'Electric Chapel' definitivamente não será lançada como single, mas é uma prova de que Gaga não estava a brincar quando disse que queria expandir a sua sonoridade com este álbum. É difícil imaginar que [suas canções] dance-pop contemporâneas pudesse, alguma vez ser acompanhadas por uma canção como esta."
— Cristin Maher, para o blogue PopCrush, na sua análise invulgar à faixa, na qual afirmou que a mesma é "uma mistura estranha."

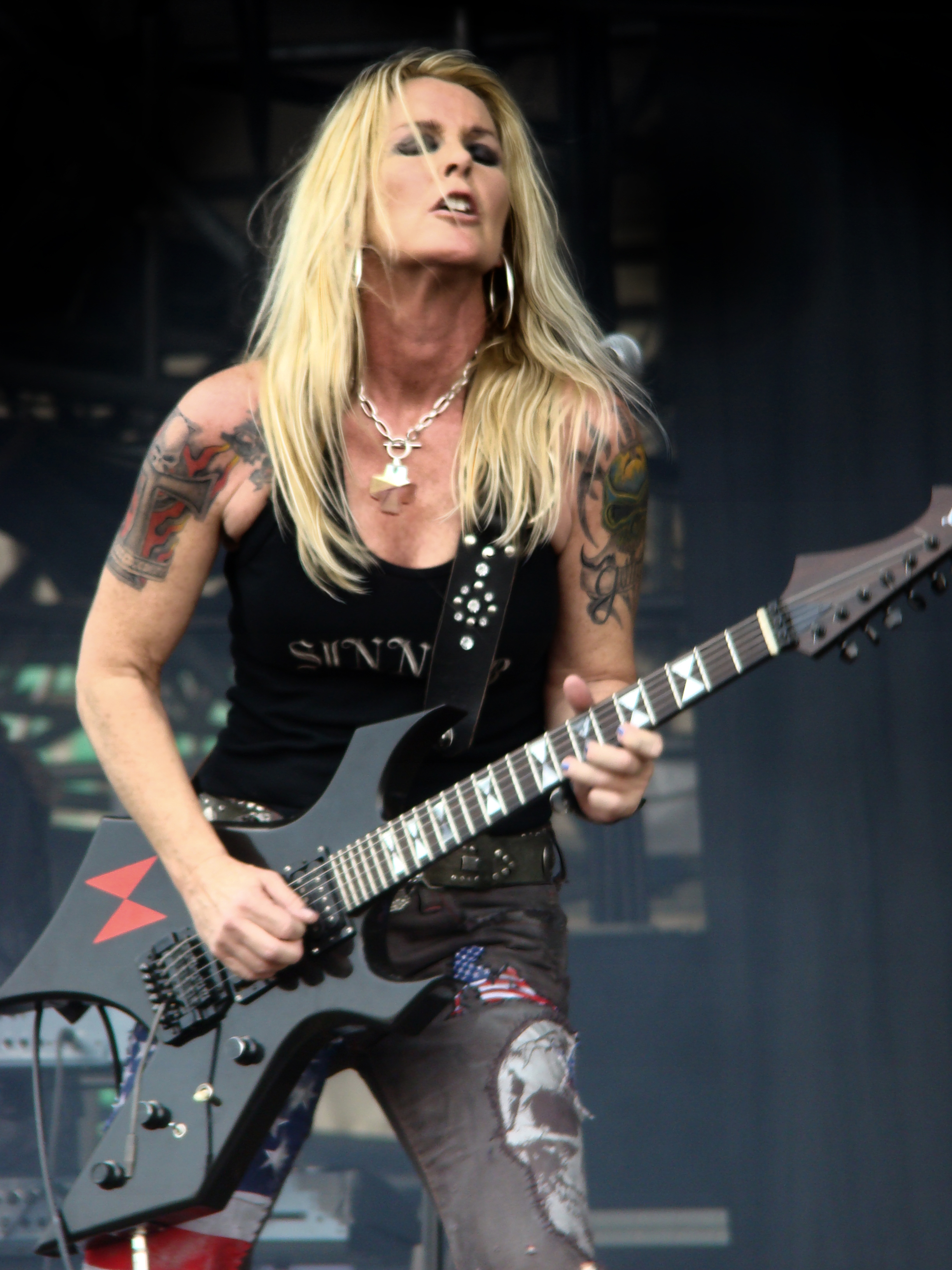
O crítico Robbie Daw, do portal Idolator, afirmou que em "Electric Chapel", Gaga canalizou o estilo vocal da guitarrista Lita Ford.

Robbie Daw, para o portal britânico Idolator, escreveu que "Electric Chapel" supera os singles de Born This Way no que diz respeito à perícia de Gaga. Daw também elogiou o que chamou de "riffs ominosos de guitarra." Ao falar sobre a voz da intérprete, o crítico afirmou que a cantora estava a canalizar Lita Ford e declarou que "Electric Chapel" é uma das faixas mais fortes do álbum. Caryn Ganz, para a revista norte-americana Spin, achou que a canção "emparelha as características divinas de uma diva com um solo de guitarra dos Van Halen." Na sua análise da faixa para a revista NME, Dan Martin escreveu que "talvez ['Electric Chapel'] craveja a estética de sangue-e-cromo do álbum da maneira mais efectiva possível." Em uma outra análise, Martin fez uma comparação entre os riffs de abertura do tema à canção "It's a Fine Day" (1983), gravada pela banda Opus III, tendo ainda revelado que ficou agradado pela sonoridade similar à música de ficção científica. Katherine St. Asaph, resenhista do blogue PopDust, comentou que "Electric Chapel" soa como "Lady Gaga descobrindo uma religião baseada em guitarras eléctricas, sintetizadores oscilantes..." e descreveu o tema como "uma música sólida que ao mesmo tempo tem uma sonoridade branda." St. Asaph ressaltou que o uso de sinos de igreja e do "órgão em tumefação" na instrumentação foi o detalhe mais forte e notável da canção, além de ter afirmado que à medida que a mesma termina, Gaga tenta cantar um solo de guitarra, descrito por si como "fixe." No entanto, apesar dos comentários favoráveis no que tange à produção da obra, a resenhista chamou "Electric Chapel" de "leve," dizendo que "tudo que esta faixa tem de bom é feito muito melhor no resto do álbum," concluindo a sua análise atribuindo três relâmpagos a partir de uma escala de cinco. Não obstante, leitores da resenha publicada por ela descordaram de certos aspectos, tendo atribuído ao tema uma média de quatro relâmpagos com base na mesma escala.
Kerri Mason, para a revista musical Billboard, descreveu a obra como um "casamento tecnicolor" com um "riff de guitarra gordo." Bradley Stern, para o blogue MuuMuse fez elogios ao trabalho, achando que "Gaga leva Born This Way a novos níveis de adoração pop em temas como a acelerada 'Electric Chapel' e 'Heavy Metal Lover'." Ann Powers, para o serviço musical NPR, notou a influência de Duran Duran na faixa, tendo pensado que Gaga imaginou "Electric Chapel" como uma rejeição de um "girl group agitado que usa guitarras eléctricas." Jody Rosen, para a Rolling Stone, observou que em "Electric Chapel", Gaga  escreveu sobre esperanças de um relacionamento monógamo, com riffs pesados de guitarra sendo características da faixa. Awra Haider, para o jornal britânico Metro, chamou a obra de "uma elegia aquém das expectativas com guitarras elétricas e muita atitude de ficção científica." Em um artigo da revista GQ sobre 10 coisas despontantes em Born This Way, um jornalista descreveu as letras de "Electric Chapel" com "tresandando à falta de ideias, e não uma distorção da fórmula. Cantar palavras. É fácil."
Nick Levine, resenhista do BBC Music, expressou a sua opinião em relação ao remix de "Electric Chapel" produzido por Two Door Cinema Club, escrevendo que a banda "quase fez 'Electric Chapel' soar como uma colaboração entre Gaga e Hot Chip." A actriz e também cantora norte-americana Lindsay Lohan mostrou o seu gosto por "Electric Chapel" através de uma publicação no Twitter, na qual escreveu que a faixa é "brilhante." Em 2011, num artigo publicado pela Rolling Stone no qual foram listados os melhores trabalhos lançados por Gaga, "Electric Chapel" foi posicionado no número 31.

### Controvérsia
Aquando do lançamento inicial de Born This Way, vários grupos étnicos e religiosos começaram a condenar o álbum, em particular pela incorporação de ícones religiosos do Cristianismo e a acomodação da sexualidade e do feminismo, inclusive na Malásia, onde a homossexualidade é considerada uma ofensa criminal, facto que fez com que "Born This Way" e "Judas" fossem banidas. O uso repetitivo da palavra "Jesus," além do emprego de sinos de igreja e vozes de monge em muitas das faixas do álbum, inclusive "Marry the Night", "Bloody Mary" e "Electric Chapel", resultaram em reacções negativas de algumas sociedades cristãs. No Líbano, Born This Way foi banido temporariamente pelo Departamento do Secretário Geral, que afirmou que as canções do álbum têm mau gosto e fazem pouco do Cristianismo. A jornalista Becky Bain, escrevendo para o portal Idolator, levantou um comentário sobre a forma como as questões religiosas estão presentes em Born This Way, no qual descreveu as letras de "Electric Chapel" como "religiosas": "primeiro ela vai se casar com a noite e agora está em uma capela elétrica."

## Divulgação

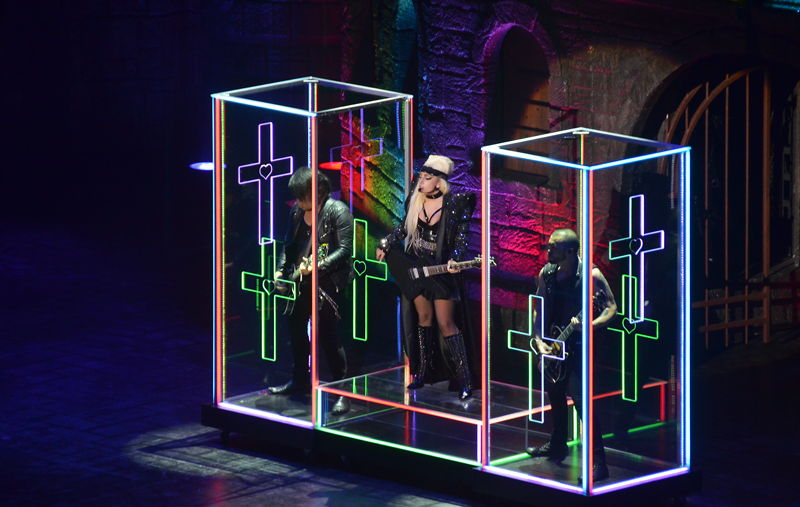
Gaga a interpretar "Electric Chapel" na paragem da The Born This Way Ball em Helsínquia, Finlândia a 28 de Agosto de 2012. Ela se encontra parada em uma plataforma no meio do guitarrista (direita) e do baixista da sua banda de apoio.

"Electric Chapel" foi maioritariamente interpretada pela artista ao longo da digressão mundial The Born This Way Ball (2011-12), tendo sido inclusa no repertório como a vigésima oitava faixa, com suas interpretações decorrendo no terceiro acto após "Yoü and I" e antes de "Americano." Nas apresentações, Gaga cantava a canção enquanto tocava uma guitarra eléctrica dentro um cubo feito de vidro colocado no centro do palco, ao lado do guitarrista e do baixista da sua banda de apoio. Este cubo viria a ser descrito pela artista como a "capela eléctrica." O palco ficava coberto de luzes de néon semelhantes às usadas no vídeo musical de "Judas." Sean Sennett, para o The Australian, fez elogios à interpretação da canção na digressão, escrevendo que "no momento em que 'Electric Chapel' entrava em cena, a banda abrilhantava o concerto como um artista glorioso de heavy metal de Los Angeles dos anos 1980." Kwaak Je-yup, do jornal The Korea Times, também teve uma recepção positiva para com a apresentação, fazendo elogios ao facto da cantora optar por cantar o tema ao vivo nos concertos; contudo, achou que a sua voz teve problemas durante "Electric Chapel."
Uma versão instrumental da faixa foi usada como tema de abertura do episódio 44 da série digital Transmission Gagavision, transmitida na página online da cantora. Na França, o tema foi usado em uma campanha promocional para o programa de televisão Le Grand Journal, transmitido pelo Canal+. Em 2012, "Electric Chapel" foi usada pela The Coca-Cola Company Inc. em um comercial na Argentina para a distribuição dos seus produtos.

## Alinhamento de faixas
"Electric Chapel" foi inclusa na versão padrão de Born This Way como a décima segunda canção do alinhamento de faixas, enquanto na edição especial do disco, o tema aparece como a décima quarta faixa do alinhamento. Na compilação Born This Way: The Remix (2011), que consiste em remixes de canções de Born This Way, o remix produzido pela banda Two Door Cinema Club aparece como a décima faixa do alinhamento.
| - Download digital 1. "Electric Chapel" (versão do álbum) — 4:12 - Born This Way (#060252771838) 1. "Electric Chapel" — 4:12 | - Born This Way: Versão especial (disco 1) 1. "Electric Chapel" — 4:12 - Born This Way: The Remix (#060252787000) 1. "Electric Chapel" (Two Door Cinema Club Remix) — 3:59 |

## Créditos e pessoal
Os créditos seguintes foram adaptados do encarte dos álbuns Born This Way (2011) e Born This Way: The Remix (2011):
Locais de gravação
| - Gravada no estúdio Sing Sing em Camberra, Austrália; - Gravada no estúdio Officine Meccaniche em Milão, Itália; | - Misturada no Setai Recording em Miami Beach, Flórida, EUA; - Masterizada no Sterling Sound na Cidade de Nova Iorque, Nova Iorque, EUA. |

Pessoal
| - Stefani Germanotta — composição, produção e arranjos, vocais principais, vocais de apoio - Paul Edward Blair — composição, produção e arranjos, programação, teclado - Kareem "Jesus" Devlin — guitarra eléctrica - Dave Russell — gravação vocal, mistura, engenharia acústica - Phillip Knight — assistência de mistura | - Chris Geringher — masterização - Brian Gaynor — baixo, teclado - Alex Trimble — remix - Kevin Baird — remix - Sam Halliday — remix |

## Desempenho nas tabelas musicais
Aquando do lançamento inicial de Born This Way, "Electric Chapel" estreou na posição 144 da tabela musical de singles digitais internacionais após registar um acumulado de 259.481 vendas digitais e um elevado número de reprodução nas principais estações de rádio de música internacional na Coreia do Sul. Nos Estados Unidos, na semana após o lançamento de Born This Way: The Remix, a canção alcançou a vigésima terceira posição da Hot Dance/Electronic Digital Songs devido ao desempenho positivo do remix produzido pela banda Two Door Cinema Club.
| País — Tabela musical (2011)                                                                          | Posição de pico |
| --- | --------------- |
| Coreia do Sul — International Digital Singles Chart (Gaon Music Chart)                                | 144             |
| Estados Unidos — Hot Dance/Electronic Digital Songs (Billboard) Versão remix de Two Door Cinema Club. | 23              |